# Adjap (Niete)
Pour les articles homonymes, voir Adjap.
Adjap est un village du Cameroun, chef-lieu et centre d'état-civil de la commune de Niété, situé dans la région du Sud et le département de l'Océan, sur la route qui relie Akom II à Kribi.

## Géographie
Le village est situé au pied du Mont Nikus (420 m) sur la route nationale RN 17 (axe Kribi-Ebolowa) à 25 km au nord-est de Niété.

## Histoire
Le village est instauré en 1992, lors de la création du district avec la volonté d'établir les institutions administratives en dehors du site de l'entreprise Hévécam de Niété, le village devient chef-lieu communal en 1995, il abrite ainsi un C.E.S Centre d'enseignement secondaire, un Centre de Santé Intégré (CSI), une école maternelle, l’inspection d’arrondissement pour l'éducation de base, le télécentre communautaire et la sous-préfecture.

## Population
En 1967, la population était de 317 habitants, principalement des Boulou. Lors du recensement de 2005, on y dénombrait 463 personnes. Selon des sources locales, la localité a connu une véritable explosion démographique, passant de 800 habitants en 2008 (données sanitaires du district de santé de Kribi) à 2 600 en 2011 (recensement effectué par le chef du village).

## Infrastructures
La localité dispose notamment d'un CES, d'un marché périodique et d'un poste agricole.